# Scalmicauda molesta
Scalmicauda molesta är en fjärilsart som beskrevs av Embrik Strand 1911. Scalmicauda molesta ingår i släktet Scalmicauda och familjen tandspinnare. Inga underarter finns listade.